# Het kruis op de berg

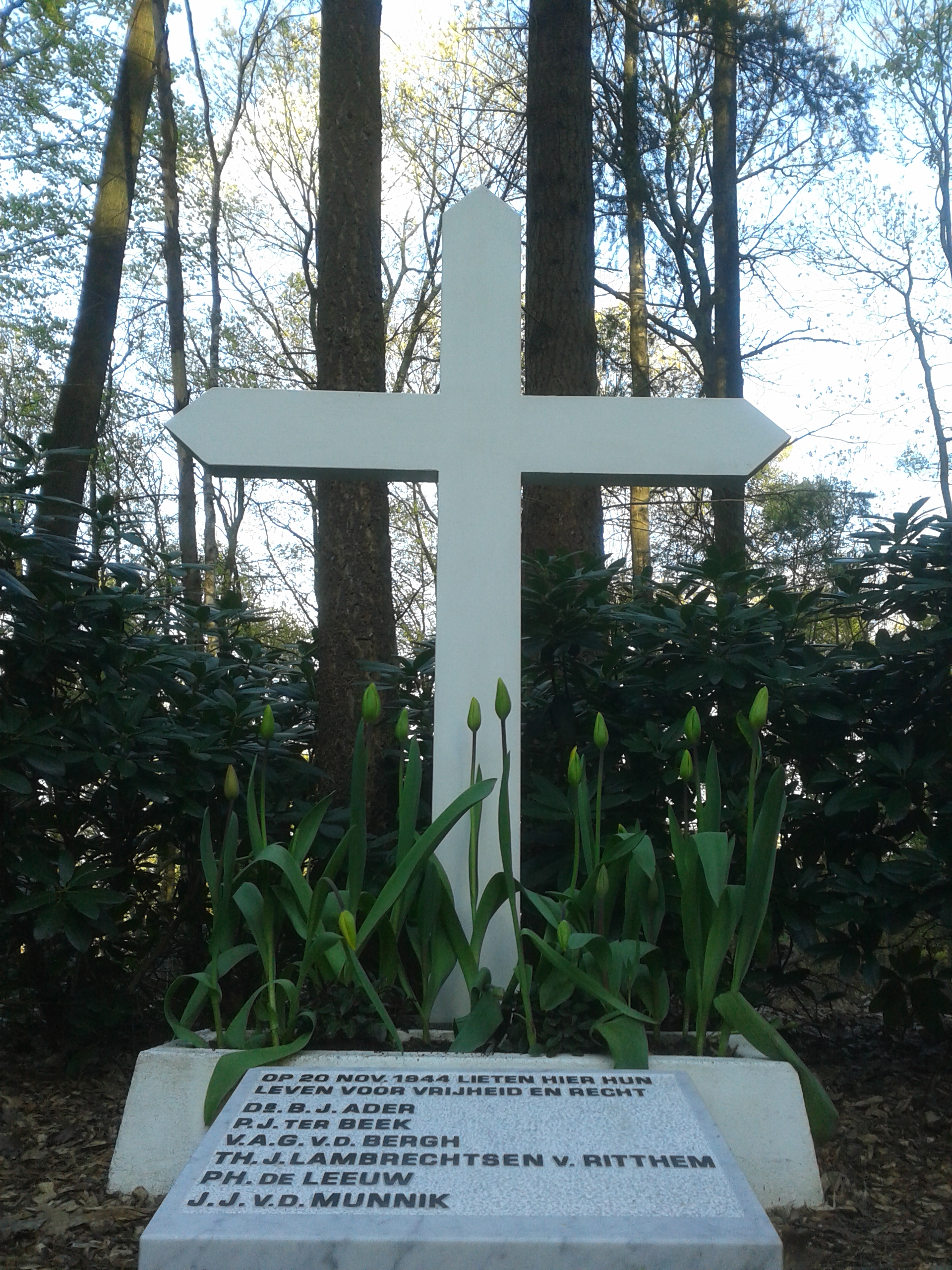
Het monument dat de plaats markeert waar op maandag 20 november 1944 zes Nederlanders werden gefusilleerd.

Het kruis op de berg is een oorlogsmonument in de gemeente Rhenen, gelegen aan de Veenendaalsestraatweg (N416) tussen Veenendaal en Elst. Het monument ligt in een hoek bij de afslag Oude Veensegrindweg.

## Fusillade
Op maandagmiddag 20 november 1944 werden op deze plaats zes verzetsmensen doodgeschoten door de nazi's als represaille voor een schietpartij, twee dagen eerder, waarbij een Duitse onderofficier ernstig gewond raakte. Toen de verantwoordelijken onvindbaar bleken, werd besloten om zes zogenaamde Todeskandidaten voor het vuurpeloton te zetten. Deze verzetsmensen hadden niets te maken met deze aanslag, maar waren eerder opgepakt in verband met ander verzetswerk. Het vuurpeloton bestond uit leden van het Marine Artillerie Zeugamt, dat in Veenendaal gevestigd was. Ook maakten twee Nederlandse SD-mannen er deel van uit.

## Slachtoffers
De zes slachtoffers kwamen uit de strafgevangenissen in Amsterdam (Weteringsschans) en Utrecht (Wolvenplein). De drie slachtoffers uit Amsterdam waren Tom Lambrechtsen van Ritthem, Victor van den Bergh en ds. Bastiaan Jan Ader. Laatstgenoemde was hervormd predikant in Nieuw Beerta. Hij heeft tussen de 200 en 300 joodse Nederlanders een onderduikplaats bezorgd. Toen hij op 22 juli 1944 werd gearresteerd in Haarlem was hij bezig om een gewapende actie voor te bereiden waarbij een groot aantal Joodse gevangenen uit kamp Westerbork bevrijd zou worden.  
De andere drie slachtoffers waren Jan Johannes van der Munnik, Pieter ter Beek en de Joodse officier Philip de Leeuw, die met zijn vrouw was gearresteerd bij de school van Kees Boeke in Bilthoven. Ter Beek en De Leeuw hadden in de meidagen van 1940 meegevochten tegen het in Nederland binnengevallen Duitse leger. Ter Beek speelde een leidende rol in het verzet in Bilthoven en omgeving.
Na de fusillade werden de slachtoffers tijdelijk begraven op de Algemene Begraafplaats van Veenendaal. Op het Nationaal Ereveld Loenen zijn ds. Bas Ader, Victor van den Bergh en Philip de Leeuw herbegraven.

## Monument
De fusilladeplaats lag op het landgoed van de familie Van Asch van Wijck, in overleg met hen werd in 1948 een houten kruis geplaatst. Later kwam er een stenen kruis met een namenplaquette. In de loop der jaren raakte de plek vergeten. Toen weduwe Betty Bausch-Polak een vijftigjarige herdenking probeerde te organiseren, liep dat op niets uit.
In 2012 werd het kruis op de berg geadopteerd door het Ichthus College in Veenendaal. In overleg met nabestaanden kwam er een nieuw verduurzaamd kruis met plaquette. Op 20 november 2014 werd tijdens de zeventigjarige herdenking het vernieuwde monument onthuld. Er waren veel nabestaanden, jongeren en bestuurders bij aanwezig. Tijdens plechtigheid sprak 96-jarige weduwe Betty Bausch-Polak en las een jongere psalm 27 uit het bijbeltje dat ds. Ader in zijn binnenzak had tijdens de fusillade.
Sinds 2014 wordt de fusillade jaarlijks herdacht, waarbij ook de burgemeesters van Rhenen en Veenendaal aanwezig zijn. In 2015 sprak oud-ambassadeur en nabestaande Erik Ader bij de herdenking. In 2016 voerde oud-premier Jan Peter Balkenende het woord, waarbij – op verzoek van het Ichthus College – ook enkele docenten uit Duitsland aanwezig waren.     